# 成瀬武史
成瀬 武史（なるせ たけし、1936年8月15日 - ）は、日本の英語学者、明治学院大学名誉教授。
宮崎県生まれ。宮崎大学卒業、明治学院大学大学院修士課程修了。米国スタンフォード大学などに留学。児童文学学校卒業。明治学院大学文学部助教授、教授。2007年定年、名誉教授。『英語青年』の「和文英訳練習」を2002-08年担当。「ホライチのがま口」で第９回新美南吉童話賞「最優秀文部大臣奨励賞」受賞。専門は認知意味論、翻訳論。

## 著書
- 『ことばの磁界 日本語に探る「甘え」の構造』文化評論出版 文化シリーズ「ことばから考える日本人論」 1979
- 『対話への旅路 人間関係のダイナミズムのために』リクルート出版 1988
- 『意味の文脈 通じる世界の言葉と心』研究社出版- 1989
- 『英日日英翻訳入門 原文の解釈から訳文の構想まで』研究社出版 1996
- 『さわやか英作文 道中案内』南雲堂 1997
- 『自分のすべてを英語で口にできる本 自分のこと、見たもの、感じたこと…』アルク スーパースピーキングシリーズ 1997
- 『自分の気持ち・意見をすべて英語で言える本 好き・嫌い、喜び・悲しみ、賛成・反対…』アルク スーパースピーキングシリーズ 1999
- 『自分のすべてを英語で言える本 基本編』アルク 2007
- 『自分のすべてをとことん英語で言える本 発展編〈気持ち・意見〉』アルク 2007

### 共編著
- 『4週間完成英検準1級攻略本 改訂新版』塚本知夫,竹内研四郎と問題作成・解説 アルク 1997
- 『英会話気持を切り出すひとこと1000』デイヴィッド・セイン共著 NOVA 1998
- 『英会話意見を切り出すひとこと1000』デイヴィッド・セイン共著 NOVA 1999
- 『4週間完成新・英検2級攻略本』島令子,塚本知夫と問題作成・解説 アルク 2002
- 『4週間完成新・英検準1級攻略本』島令子, 塚本知夫と問題作成・解説 アルク 2002

### 翻訳
- E.A.ナイダ『翻訳学序説』開文社出版 1972
- ジョン・ライオンズ『構造的意味論 プラトンの幾つかの語いの分析』文化評論出版 1980
- トリーナ・ポーラス文・絵『クローラーズぼくらの未来 花たちに希望を』旺文社 1999

### 英文教科書
- 『ロビン・フッドの冒険』Michael Watsonリライト 訳注 日本英語教育協会 やさしい英語で楽しむ世界名作シリーズ 1984
- 「シェイクスピア名作ダイジェスト」日本英語教育協会、1986

『アントニーとクレオパトラ 英検2級レベル』編著
『じゃじゃ馬ならし 英検2級レベル』編著
- 「英訳日本名作シリーズ」Bruce M.Wilkerson英文校閲 日本英語教育協会、1991

小川未明原作『赤いろうそくと人魚』編訳
宮沢賢治原作『銀河鉄道の夜』編訳
芥川龍之介原作『くもの糸』編訳
太宰治原作『走れメロス』編訳

## 論文
- ＜成瀬武史